# Vimolj pri Predgradu
Vimolj pri Predgradu – wieś w Słowenii, w gminie Kočevje. W 2018 roku liczyła 23 mieszkańców.